# Echatt
Echatt (o Beni Amar) è un comune dell'Algeria, situato nella provincia di El Tarf.